# Zrinko Ogresta
Zrinko Ogresta (ur. 5 października 1958 w Viroviticy) – chorwacki reżyser i scenarzysta filmowy.
Zdobywca Nagrody Specjalnej na MFF w Karlowych Warach za film Tu (2003).